# Norwegian Air Norway
Norwegian Air Norway AS ist eine norwegische Billigfluggesellschaft mit Sitz in Fornebu, Bærum und Basis auf dem Flughafen Oslo-Gardermoen. Sie ist eine Tochtergesellschaft der Norwegian Air Shuttle. Die Fluggesellschaft wurde am 17. Juni 2013 gegründet.

## Flotte
Mit Stand Dezember 2023 sind keine Flugzeuge auf Norwegian Air Norway registriert.

### Ehemalige Flugzeugtypen
- Boeing 737-800